# Une partie de plaisir
Pour l’article homonyme, voir Une partie de plaisir (film, 1923).
Pour plus de détails, voir Fiche technique et Distribution.
Une partie de plaisir est un film franco-italien réalisé par Claude Chabrol, sorti en 1975.

## Synopsis
Philippe et Esther forment un couple heureux et ont une fille : Élise. Philippe décide que sa femme et lui doivent avoir des aventures extra-conjugales qu'ils se raconteront.

## Fiche technique
- Titre : Une partie de plaisir
- Réalisation : Claude Chabrol
- Scénario : Paul Gégauff
- Décors : Guy Littaye
- Costumes : Nadine Dessalles
- Photographie : Jean Rabier
- Son : Guy Chichignoud
- Bruitage : Louis Devaivre
- Musique : Pierre Jansen
- Montage : Jacques Gaillard
- Production : André Génovès
- Sociétés de production : 
  -  Les Films de La Boétie, Sunchild Productions
  -  Gerico Sound
- Société de distribution : Les Films de La Boétie
- Pays de production :  France,  Italie
- Langue originale : français
- Format : couleur (Eastmancolor) — 35 mm — 1,85:1 — son Mono
- Genre : comédie dramatique
- Durée : 101 minutes
- Date de sortie : France : 15 janvier 1975
- Non édité en format DVD ou Blu-ray en Europe

## Distribution
- Paul Gégauff : Philippe
- Danièle Gégauff : Esther
- Clémence Gégauff : Élise
- Paula Moore : Sylvia Murdoch
- Michel Valette : Katkof
- Giancarlo Sisti : Habib
- Cécile Vassort : Annie
- Mario Santini : Rosco
- Pierre Santini : Michel
- Henri Attal : le codétenu
- Jean-Christophe Queff : François
- Aurora Maris : Louise
- Dominique Marcas : la marchande

## Accueil
« Une partie de plaisir n'est pas un mélodrame. Mais il n'en est pas loin. C'est presque une comédie, et il est extrêmement amer et cruel. Le film se concentre surtout sur Philippe, diaboliquement égocentrique, mais c'est Esther qui apparaît comme le personnage le plus intéressant. Au cours du film c'est Esther qui grandit loin de Philippe, bien qu'elle soit déchirée par son ancienne dépendance envers lui au point de participer activement à sa propre humiliation. [...] Qu'elle reste quelqu'un de presque aussi mystérieux pour nous que pour son mari, qui n'a jamais la moindre idée de pourquoi elle le quitte finalement, empêche le film de se transformer en un traité prévisible sur le mariage libre. Une partie de plaisir explore des territoires émotionnels — la dépendance, en fait — beaucoup plus proche de nous et beaucoup plus dangereux. »

— Vincent Canby, The New York Times, 21 mai 1976